# Jackson Hurst
Pour l’article homonyme, voir Hurst.
Jackson Hurst est un acteur américain né le 17 février 1979 à Houston dans le Texas aux États-Unis. Il est principalement connu pour son rôle de Grayson Kent dans la série Drop Dead Diva diffusée sur Lifetime.

## Biographie

### Vie privée
Hurst est né et a grandi dans la région de Houston. Il a étudié à la Haute école saint Pie X de Houston et à l'université Baylor, où il s'est spécialisé en économie internationale et systèmes d'information de gestion. Après l'université, Hurst a passé un an à Mexico et a travaillé pour une entreprise de transports avant de commencer une carrière dans la finance à Houston. 
Il s'est marié le 9 juin 2014 avec l'actrice Stacy Stas. Ensemble, ils ont deux garçons et une fille.

### Carrière
Hurst a conservé son poste de jour dans le secteur de la finance, jusqu'à ce qu'on lui offre un rôle dans The Mist en 2007. Il est apparu dans des épisodes de la série télévisée Inspector Mom en 2006, The Closer en 2009 et NCIS en 2010. Depuis 2009, Hurst a joué Grayson Kent dans la série Drop Dead Diva. Il est également apparu dans les films Have Dreams, Will Travel (2007), The Mist (2007) et Short (2009). En 2011, Hurst a joué dans son premier rôle principal dans le film A Bird of the Air.

## Filmographie
- 2006 : Inspector Mom (1 épisode) : Andrew
- 2006 : Wednesday: Luke
- 2006 : Striking Range : Stan
- 2007 : Walking Tall: The Payback (en) : Hank
- 2007 : Have Dreams, Will Travel : Jack
- 2007 : Cleaner (as Jackson [Ryan] Hurst)
- 2007 : Walking Tall: Lone Justice (en) (V) : Hank
- 2007 : The Mist : Joe Eagleton
- 2008 : Un combat pour la vie (Living Proof) (TV) : Josh
- 2009 : Shorts : Jack Hurst
- 2009 : The Closer (1 épisode) : Sergeant Ryan Dunn
- 2009–2014 : Drop Dead Diva : Grayson Kent
- 2010 : A Bird of the Air : Lyman
- 2011 : Prime Suspect : David Hollister
- 2011 : NCIS : Zac Nelson
- 2011 : The Tree of Life de Terrence Malick : Oncle Ray
- 2011 : Hidden Moon (en) : Bruce
- 2012 : Unforgettable : Steve Cioffi, Jr. (3 épisodes)
- 2012 : Scandal : le sénateur Jacob Shaw (1 épisode, White Hats Off)
- 2015 : Grey's Anatomy (Saison 11 Épisode 19) : un patient
- 2015 : Castle (Saison 7 Épisode 12) : Harlan Mathis
- 2016-2017 : NCIS : Los Angeles : Corbin Duggan, sous-secrétaire de la Défense (saison 8, épisodes 1 à 3 et 13)
- 2020 : S.W.A.T.  (Saison 3 Épisode 9) : Sikora
- 2023 : True Lies (série TV) : Harold